# رالف برت
رالف برت (انگلیسی: Ralph Brett; ۷ مارس ۱۸۷۷ – دسامبر ۱۹۴۷ (۷۰ ساله)) بازیکن فوتبال اهل بریتانیا بود.
از باشگاه‌هایی که در آن بازی کرده‌است می‌توان به باشگاه فوتبال وست برومویچ آلبیون، باشگاه فوتبال ولینگ‌بورو تاون، باشگاه فوتبال ساوتپورت، و باشگاه فوتبال برنتفورد اشاره کرد.